# Ruby (Alaska)
Ruby – miasto w Stanach Zjednoczonych, w stanie Alaska, w okręgu Yukon–Koyukuk.